# Дружба (Костромская область)
Дружба — посёлок в составе Судиславского сельского поселения Судиславского района Костромской области, Россия.

## История
В 1966 г. указом президиума ВС РСФСР поселок базы «Заготскот» переименован в Дружба.

## Население
| 2008 | 2010 | 2014  |
| ---- | ---- | ----- |
| 1105 | ↘960 | ↗1094 |